# Spinningowe Mistrzostwa Świata z Łodzi (2022)
13. Spinningowe Mistrzostwa Świata z Łodzi (2022) – mistrzostwa Świata w wędkarstwie spinningowym z łodzi, które odbyły się w dniach 5-8 października 2022 na sztucznym Zbiorniku Slapy (Wełtawa) w Czechach, na południe od Pragi.
W zawodach wystartowały reprezentacje Anglii, Austrii, Chorwacji, Czech, Estonii, Francji, Irlandii, Litwy, Łotwy, Niemiec, Polski, Słowacji, USA, Węgier, Włoch i Ukrainy. Po raz pierwszy zastosowano tutaj do bieżącej lokalizacji ryb technologie ultradźwiękowe typu "live".
Wyniki:
- 1. miejsce: Estonia (31 punktów, 263 ryby),
- 2. miejsce: Litwa (42 punkty, 250 ryb),
- 3. miejsce: Węgry (65 punktów, 118 ryb),
- 4. miejsce: Francja (69 punktów, 163 ryby),
- 5. miejsce: Polska (90 punktów, 125 ryb),
- 6. miejsce: Ukraina (91 punktów, 136 ryb)[1].